# История футбольного клуба «Интернационале»
Футбольный клуб «Интернационале» является итальянским футбольным клубом из Милана (Ломбардия). Клуб был создан вечером 9 марта 1908 года 44 членами клуба «Милан», которые были несогласны с политикой клуба, согласно которой команда отказывалась от легионеров. Основу новой команды составляли итальянцы, англичане и швейцарцы.
Эмблему и цвета «Интера» придумал один из игроков клуба того времени итальянский художник Джорджио Муджани.

## Основание

Интер был создан 44 членами клуба Милан

Футбольный клуб «Интернационале» был создан вечером 9 марта 1908 44-мя членами клуба «Милан», несогласными с политикой клуба, согласно которой команда отказывалась от легионеров.
Эмблему «Интера» — чёрно-синий круг, внутри которого значатся четыре заглавные буквы FCIM (Football Club Internazionale di Milano), придумал Джорджио Муджани – один из игроков клуба того времени, основной профессией которого было рисование картин. А вот на счет клубных цветов существует две версии: Первая – после разъединения, между членами «Интера» и «Милана» произошла потасовка, после которой интеристы в память об этом событии стали называть себя «d`oro in lividi» (Золотой молодёжью в синяках), взяв цвет ссадин, чёрный и синий, в качестве клубных. Согласно другой версии – цвета придумал все тот же Муджани - чёрный цвет означал - ночь, а синий – небо. Благодаря выбранным цветам клуба, с самого начала за интеристами приклеилось прозвище «нерадзурри». Первым президентом стал венецианец Джованни Параммитьотти

## Начальные времена

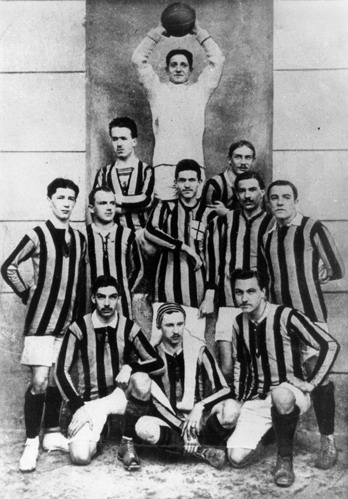
Интер празднует первое скудетто

Вирджилио Фосатти

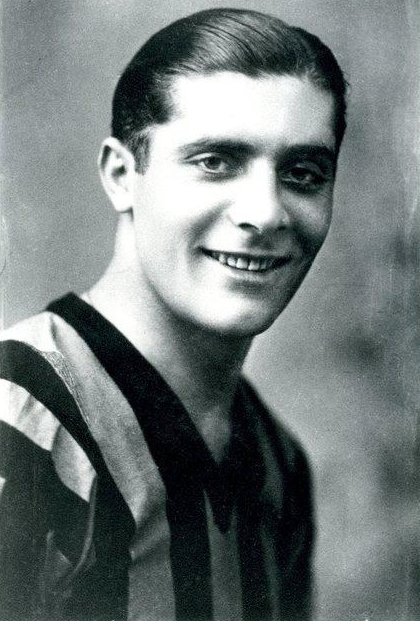
Джузеппе Меацца провел за Интер 463 матча, забив 271 гол

В 1910 году «Интер» впервые завоевал скудетто, но не без споров, так как на финише клуб имел равное количество очков с «Про Верчелли». Федерация Футбола Италии назначила «золотой матч» на 24 апреля 1910 года. Руководство «Про Верчелли» попросило сместить дату проведения матча в связи с тем, что четыре футболиста команды в это время должны были отправиться в сборную Итальянской армии. «Нерадзурри» отказались, в знак протеста «Про Верчелли» выставило на игру молодых футболистов, которые в итоге проиграли 3:10. Капитаном и тренером во время завоевания первого скудетто был Вирджилио Фосатти, который погиб в 1918 году в сражении Первой мировой войны.
После восстановления спортивной деятельности клуба, которую прервала в то время Первая мировая война, в 1920 году Интер вновь завоевал золото итальянского чемпионата. Финальный матч сезона 1919/20 состоялся в Болонье, где встретились «Интер» и «Ливорно», «чёрно — синие» победили со счётом 3:2. В начале сезона 1921/22 в итальянском футболе произошёл раскол, в результате которого появилась на свет Конфедерация Футбола Италии (КФА) и Итальянская федерация футбола (ИФФ), образовавшие две отдельные друг от друга лиги. КФА основала лигу «Первый дивизион», а ИФФ аналогичное первенство носящее название «Первая категория». «Интер» принял участие в «Первом дивизионе», куда заявились сильнейшие итальянские команды того времени. По окончании сезона, нерадзури с 11 очками занимали последнее место в своей группе. Согласно регламенту первенства занявшая последнее место команда, за право остаться в лиге, должна была играть стыковой матч с командой занявшей первое место во «Втором дивизионе». Лучший командой второго дивизиона стала миланская «Италия» (S.C. Italia di Milano), матч «Интера» с которой, состоялся 2 июля 1922 года и завершился победой нерадзури со счетом 2:0. Однако после окончания первенства, враждующие федерации, на основе «компромисса Коломбо», объявили об объединении чемпионата. «Интер», ввиду того, что в прошедшем первенстве КФА занял низкое место, не попадал на прямую в высшую лигу новосозданного чемпионата. По условиям объединения лиг, для попадания в число лучших коллективов Италии, миланцам, как и ряду других команд, предстояло сыграть стыковые матчи с командами из противоположной лиги. Соперником «Интера» стала команда из Флоренции (Libertas Firenze), представляющая лигу ИФФ. Матчи состоялись в июле 1922 года, и завершились в пользу «Интера»(3:0 и 1:1)
В 1926 году миланский «Интер» возглавил, окончивший здесь карьеру игрока, Арпад Вейс. Руководил он клубом на протяжении 2 сезонов, но особых успехов так и не добился. Первый сезон, под руководством нового тренера, «Интер» завершил на пятом месте. В этом же сезоне в команде появился австрийский нападающий Антон Повольны, который в дебютном для себя сезоне за новую команду стал лучшим снайпером итальянского первенства. Однако на следующий год Итальянской федерацией был введён запрет на использования иностранных игроков, и австриец был вынужден покинуть Апеннинский полуостров. Во многом благодаря этому обстоятельству при Вейсе в основном составе дебютировала будущая звезда итальянского и мирового футбола 17-летний Джузеппе Меацца. По окончании сезона 1926/27, в котором «Интер» занял седьмое место, Вейс оставил команду на своего соотечественника Йожефа Виолу, а сам уехал в Южную Америку, где изучал футбол в Аргентине и Уругвае. Перед началом нового сезона, в 1928 году во время фашистского правления в стране, клуб был переименован в «Амброзиану». В это время футбольная форма клуба имела белый цвет с красным крестом, цвета этих рубашек были созданы как символ флага Милана. Изменение названия клуба не отразилось на результатах коллектива. Команда Йожеф Виола закончила год, на пятом месте. На следующий года президент клуба изменил название на «А. С. Амброзиана», но болельщики по-прежнему называли клуб «Интернационале». В этом же году возвращается Арпад Вейс, который во второй раз становится главным тренером команды. Вторая попытка старого-нового тренера оказалась удачней предыдущей. В сезоне 1929/1930 после реорганизации итальянского первенства и образования «Серии-А», прошёл первый объединённый чемпионат Италии по футболу. Неррадзури под руководством Вейса на протяжении всего турнира шли в лидирующей группе. Как результат, победив в предпоследнем туре «Ювентус» со счётом 2:0, «Интер», за тур до конца первенства, стал в третий раз чемпионом Италии. Однако последующие, после чемпионства неррадзури, пять лет прошли по знаком «Ювентуса». Бьянконери, в упорной борьбе с неррадзури, сумели выиграть пять чемпионатов подряд (1930—1935). Футболисты же «Интера», оказавшись менее удачливыми, уступая туринцам первую строчку, чёрно-синие трижды финишировали вторыми.
Следующий, после чемпионского, сезон 1930/31 чёрно-синие играли в кубке Митропы, где дошли до полуфинала и проиграли пражской «Спарте». В чемпионате миланцы были пятыми. Это обстоятельство во многом объясняется тем, что команда потеряла двух своих вратарей, нехватка которых особо ощущалась в первом круге. После этого на посту главного тренера Арпада Вейса заменил Иштван Тот. Кроме того руководству клуба было разрешено переименовать команду в «Амброзиану-Интер». Однако новый футбольный год не сулил успеха чёрно-синим, изрядно почистив состав от ветеранов, клуб в сезоне 1931/32 финишировал на шестом месте. По окончании сезона Иштван Тот был лишён своего поста. Место тренера, в третий раз в своей карьере, занял Арпад Вейс. Последний, в первом же сезоне, отстав на восемь очков от «Ювентуса», заняла вторую строчку в турнирной таблице. Помимо этого неррадзури дошли до финала кубка Митропы, где по сумме двух матчей (2-1 и 1-3) проиграли венской «Аустрии». С самого начала следующего сезона команда устремилась в погоню за «Ювентусом», но не смотря на то что в очных встречах неррадзури были сильнее (3:1 и 0:0), на финише чёрно-синии отстали и были вторыми. После этого Вейс был заменён на соотечественника Дьюлу Фельдманна. В сезоне 1935/36 миланцы заняли четвёртое место и дошли до полуфинала кубка центральной Европы, после чего новым тренером был назначен Армандо Кастелацци. В том же году, после тринадцатилетнего перерыва, возобновляется кубок Италии. Неррадзури после ряда побед доходят до стадии 1/8 финала и выходят на «Ювентус». Матч между грандами итальянского футбола состоялся в Турине, где победив с минимальным преимуществом, «Ювентус» оказался сильнее
Вторая половина 1930-х годов оказалась для «Интера» более плодовитой на трофеи. Чёрно-синие дважды выигрывал скудетто (1937/38 и 39/40) и один раз финишировали третьими (1938/39). Кроме того «Интернационале», выиграли свой первый Кубок Италии (1938/39)

## 1940—1950-е годы
1940-е годы ознаменовались мировой войной, и рождением великого «Торино», блиставшего в то время на полях Италии. Оказавшись в тени быков «Интер», в отличие от прежних лет, не мог похвастаться большим количеством трофеев. Неррадзури довольствовались лишь призовыми местами в тройке: трижды «Интер» финишировал вторым (1940/41; 1945/46; 1948/49) и один раз третьим (1949/50). В это же десятилетие, сразу после окончания Второй мировой войны клуб обрёл своё прежнее название — «Интернационале-Милан», которое сохранил до сих пор.В послевоенный период «чёрно-синие» не сразу нащупали свою игру. Лишь в середине 1950-х годов команда сумела выиграть Скудетто. Причём сделала это два раза подряд — в 1953 и 1954 годах.
В сезоне 1950/51 года «Интер» с самого первого тура шёл в тройке команд претендующих на звание чемпиона. В итоге, отстав на одно очко от своих земляков «Милана», на финише первенства «Интер» был вторым. Следующий год неррадзури, заняв третье место, завершили в одиннадцати очках от финишировавшего первым «Ювентуса». В сезоне 1952/53 «Интер» впервые продемонстрировал новую тактику «Кьявистелло», предшественник «Катеначчо», когда забить «Интеру» было практически не возможно. Привил данную тактику команде, новый тренер Альфредо Фони, защитник сборной Италии 1930-х годов. В свою очередь, не смотря на уклон к защите «Интер» немало забивал, ведь на острие атаки играло великолепное трио — Лоренци, Ньерс и шведский нападающий Скоглунд. Перед стартом сезона Альберто Фони внёс изменения в состав: были приобретены Нести и Мацца, а Вилкес отправился в «Торино». После сделанных изменений «Интер» предстал во всей красе. В седьмом туре неррадзури догнали столичную «Рому», после чего практически не допустив осечек стали зимними чемпионами, а затем за три тура до финиша оформили своё шестое чемпионство.
В сезоне 1953/54 «Интер» защищает титул, чемпионство было выиграно благодаря той же тактике массированной защиты и практически тем же составом.

## Великий «Интер»
По окончании войны «Интернационале» в 1953 и 1954 годах выиграл шестое и седьмое скудетто, так началась лучшая эпоха в истории клуба, известная как La Grande Inter (Великий «Интер»). В течение этого периода под руководством Эленио Эррера клуб выиграл два Кубка европейских чемпионов подряд, в сезонах 1963/64 и 1964/65, победив соответственно «Реал Мадрид» и «Бенфику» (кроме того «Интер» дважды становился обладателем Межконтинентального кубка). Кроме того, «Интер» в это время выиграл три чемпионата Италии. После завоевания 10-го Скудетто в 1966 году, «чёрно-синие» вслед за туринским «Ювентусом» получили право носить звезду на футболке, означавшую, что рубеж в 10 чемпионских титулов покорен. В сезоне 1966/1967 «Интер» дошёл до полуфинала Кубка чемпионов, где уступил будущему победителю мадридскому «Реалу», а через год миланцы вновь дошли до финала, но со счётом 1:2 уступили шотландскому «Селтику». Ключевыми игроками команды, ставшие впоследствии легендами клуба, в это время были Джачинто Факкетти, Сандро Маццола, а также испанец Луис Суарес.
Однако с 1967 года у команды Эрреры начался закат, она больше не выигрывала трофеев, оставаясь на вторых ролях. Вскоре начались уходы. В 1968 на место Эрреры вновь приходит Альфредо Фони, но уже не так удачно как в первый раз. Покидает клуб и Анджелло Моратти — один из главных творцов Великого «Интера», на смену которого приходит противоречивый Ивано Фраиццоли.

## 1970—1980-е годы
После золотой эпохи 1960-х годов «Интернационале» завоевал 11-е скудетто в 1971 году и 12-е в 1980 году. В 1970-е и 1980-е годы «Интер» завоевал два Кубка Италии в 1978 и 1982 годах.
Очень интересный сезон получился в 1971/72. В Чемпионате дела не шли совсем, «Интер» в итоге стал лишь пятым, а вот в Кубке Чемпионов всё было наоборот. Благодаря хорошей встряске команды, в том числе и президентом (в это время было введено ноу-хау — «разбор полётов» с игроками) и умению Инверницци зарядить игроков на самоотдачу (именно то, что нужно в кубковых баталиях), «Интер» доходит до финала Кубка Чемпионов. В финале нерадзурри встретились с) Аяксом Круиффа, который в то время был одним из лучших в Европе и проиграли. Как потом скажет ключевой игрок Ориали: «Дойдя до финала, мы выжали из себя максимум».
После этого «Интер» уходит в тень, как на внутренней, так и на европейской арене. Команда выиграла два Кубка Италии в 1978 и 1982 годах, а между ними в 1980 году было Скудетто, сработала старая традиция. Однако, это был лишь маленький проблеск.
Ситуация улучшилась в конце 1980-х годов, когда в состав «Интера» вливаются немцы — Андреас Бреме, Лотар Маттеус (который впоследствии в составе «Интера» станет первым обладателем награды «Лучший игрок года ФИФА» — 1991 года, и Обладателем «Золотого мяча» — 1990 г), Юрген Клинсманн.
В сезоне 1988/89 «Интер» становится чемпионом Италии. К успеху команду привел Джованни Трапаттони, которому для этого понадобилось три года. Следующее скудето «Интер» завоевал лишь через 15 лет.

## 1990—2000-е годы

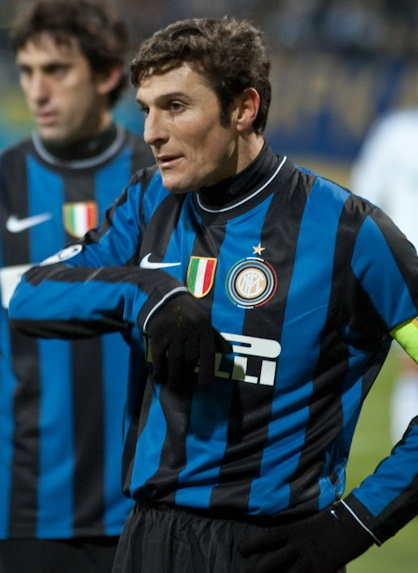
Хавьер Дзанетти являлся капитаном Интера с 1999 по 2014 год

Девяностые для Интера были периодом разочарований. В то время как Милан и Ювентус добивались успеха как внутри страны, так и в Европе, Интер остался позади, показывая раз за разом посредственные результаты в национальном чемпионате, а худшим стал сезон 1993-94 , когда они закончили первенство на 13 месте, лишь на 2 очка опередив вылетевшую «Пьяченицу». Тем не менее, «нерадзурри» достигли некоторого успеха в Европе с тремя победами в Кубке УЕФА в 1991, 1994 и 1998 годах.
Массимо Моратти, ставший в 1995 году владельцем «Интера» обещал добиться большего успеха, покупая футбольных звезд, таких как Роналдо и Кристиан Вьери, «Интер» два раза превышал предыдущие мировые рекорды перехода игроков (£ 19.500 млн за Роналдо из Барселоны летом 1997 года и £ 31 млн за Кристиана Вьери из Лацио летом 1999).
Тем не менее, 1990-е годы оставалась временем разочарований, и являются единственным десятилетием в истории Интера, в котором они не выиграли ни одного чемпионата итальянской Серии А. Для поклонников Интера трудно было найти тех, кто был виноват в смутных временах, и это привело к тяжёлым отношениям между ними и президентом, руководством клуба и даже некоторыми отдельными игроками.
Массимо Моратти позже стал мишенью для фанатов, особенно, когда он отправил в отставку тренера Луиджи Симони в сезоне 1998-99. Интер не смог попасть в еврокубки впервые за почти 10 лет, заняв провальное восьмое место. Фирменной чертой того сезона стала тренерская чехарда у чёрно-синих, командой успели «порулить» такие тренеры, как Луиджи Симони, Мирча Луческу, Лучано Кастеллини и Рой Ходжсон.
В сезоне 1999-00, Массимо Моратти сделал несколько серьёзных изменений, сделав ещё раз несколько громких приобретений. Основной неожиданностью стало назначение бывшего главного тренера «Ювентуса» Марчелло Липпи. Были куплены в команду такие опытные игроки, как Анджело Перуцци и Лоран Блан вместе с Кристианом Вьерии Владимиром Юговичем. «Интер» считался главным фаворитом сезона, так как он не участвовал в еврокубках и мог сконцентрироваться на выступлении в серии А. Но в очередной раз «нерадзурри» неудачно выступили в чемпионате, заняв всего лишь четвёртое место. При этом «Интер» дошёл до финала кубка, но лишь для того, чтобы уступить триумфатору того сезона, римскому «Лацио».
В следующем сезоне «чёрно-синих» ждал кошмар, который начался с вылета в предварительном раунде Лиги чемпионов от шведского клуба «Хельсингборг». Альваро Рекоба мог восстановить равенство на последней минуте ответной встречи, забив пенальти, но вратарь «Хельсингборга» Свен Андерсон сделал сейв, отправив миланцев в Кубок УЕФА.
Марчелло Липпи, был уволен после всего лишь одной игры нового сезона после, когда «Интер» потерпел первое в истории Серии А поражение от «Реджины». Печальным итогом сезона стало поражение от «Милана» со счётом 0-6.
В 2002 году «Интер» вышел в полуфинал Кубка УЕФА , миланцы также были всего в 45 минутах от взятия скудетто, когда было необходимо одержать победу над Лацио на «Стадио Олимпико» в Риме. Это был последний матч сезона, и Интер шёл первым перед последним туром Серии А. Некоторые поклонники Лацио были фактически открыто поддерживали «Интер» во время этого матча, так как победа «нерадзурри» препятствовала победе «Ромы», злейшего врага Лацио, которая также была в претендентах на победу в чемпионате. Интер повёл 2-1 после всего лишь после 24 минут. «Лацио» сравнял счёт ещё в первой половине матча, а затем забил ещё два гола во втором тайме, одержав победу, которая в конце концов вывела «Ювентус» в чемпионы.
В сезоне 2002-03 «Интеру» удалось занять почётное второе место, а также достичь в Лиге Чемпионов 2002-03 полуфинала, сыграв там против своих непримиримых соперников «Милана». Общий счёт по итогам двух матчей был 1-1, но Интер уступил на правилу выездного гола. Это было ещё одно разочарование, но становилось очевидно, что команда, наконец, на правильном пути.
Однако, опять же нетерпение Массимо Моратти взяло над ним верх, Эрнан Креспо был продан всего через один сезон, и Эктор Купер был уволен только после нескольких игр. Команду возглавил Альберто Дзаккерони, при этом поклонники миланцев были настроены весьма скептически. Дзаккерони не принёс ничего нового, за исключением двух фантастических побед над «Ювентусом» в Турине 3-1 и 3-2 на «Сан-Сиро». Сезон «Интер» закончил, заняв 4-е место лишь победы в над «Пармой» в 33-м туре серии А. Спасительной благодатью для «Интера» в 2003-04 годах были трансферы Деяна Станковича и Адриано в январе 2004 года.

## С 2005 года по настоящее время

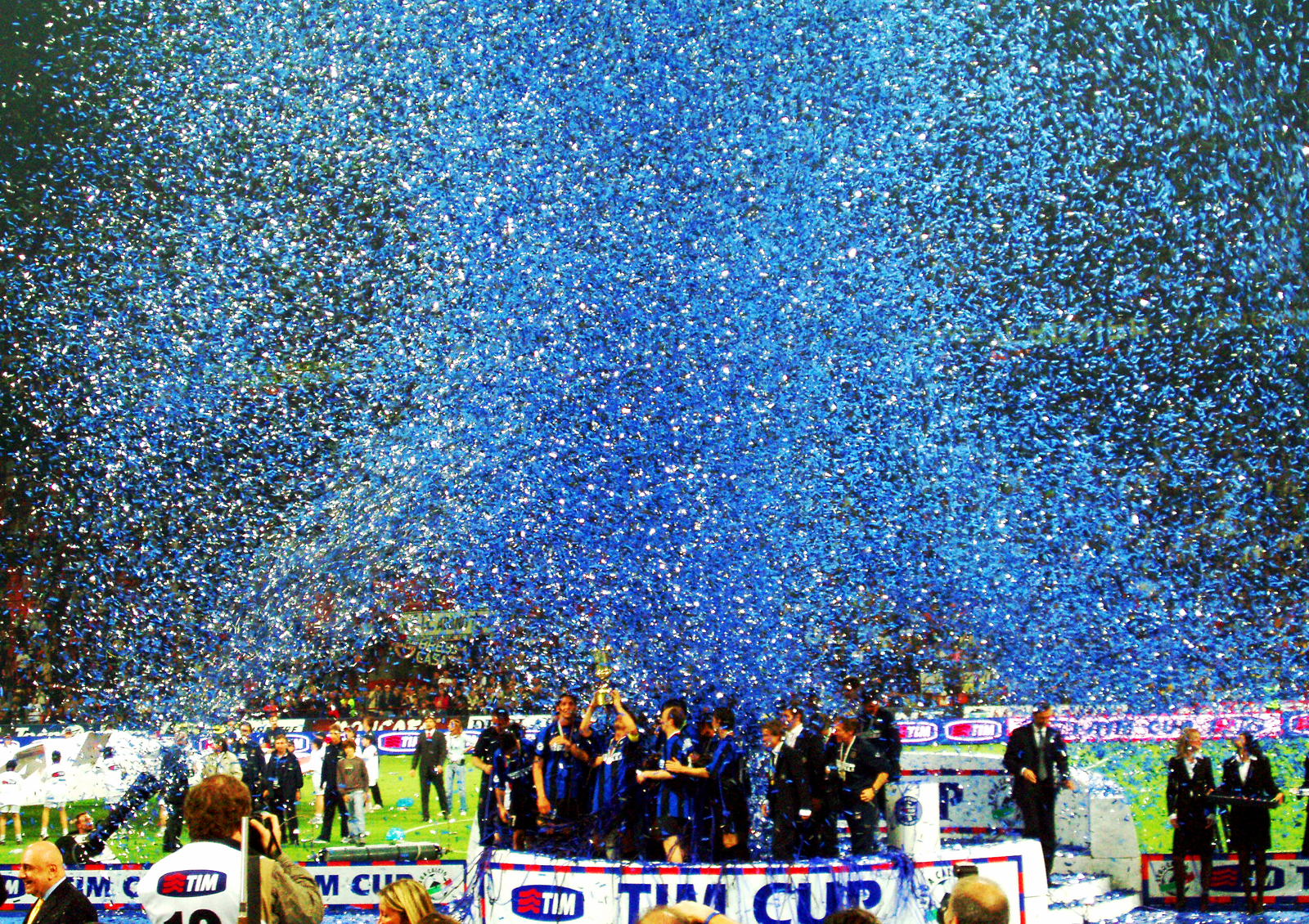
Интер празднует победу в Кубке Италии завоеванный в 2006 году

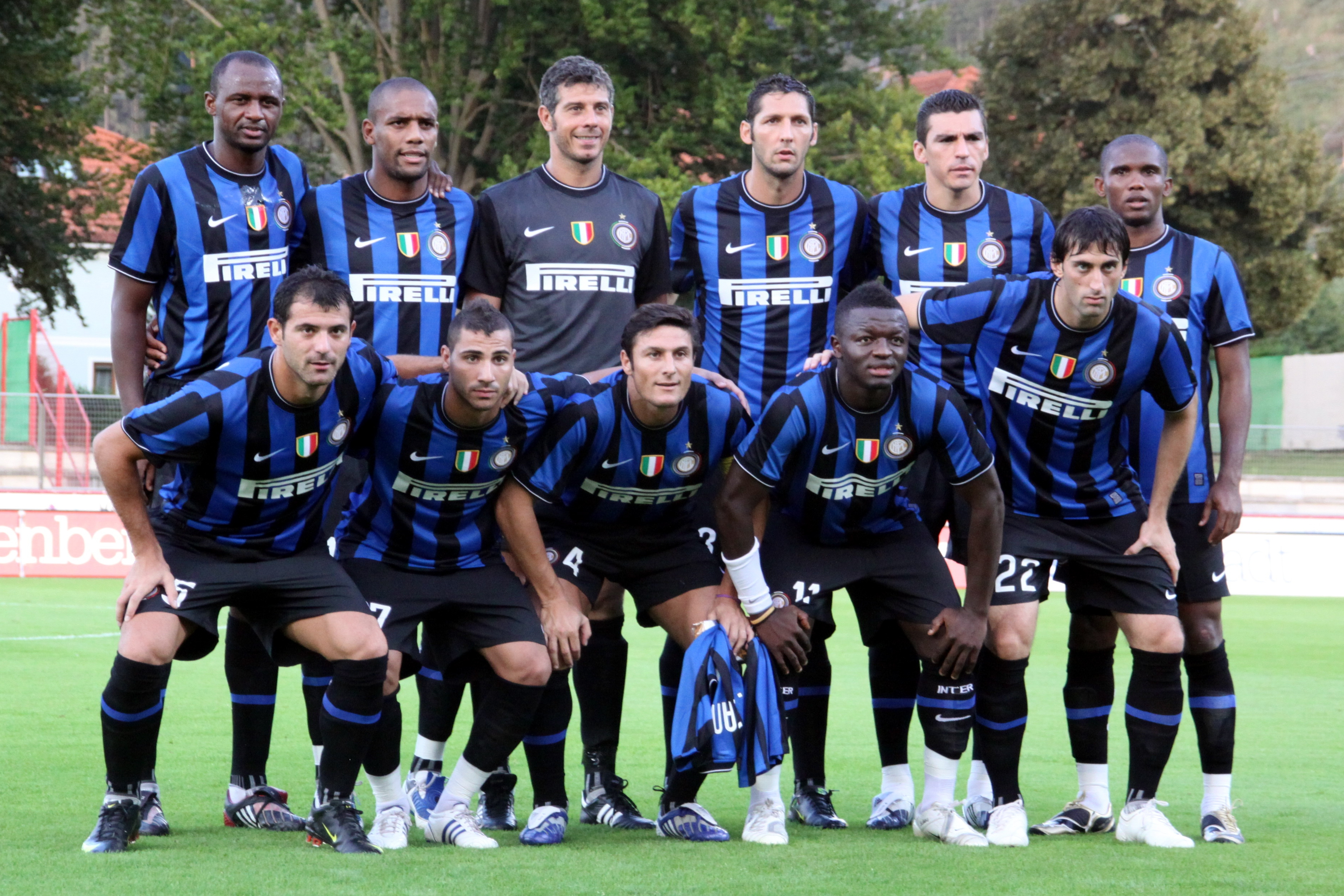
Состав образца 2009 года. Верхний ряд слева направо: Виейра, Майкон, Тольдо, Матерацци, Лусио, Это’о. Нижний ряд: Станкович, Куарежма, Санетти, Мунтари, Милито.

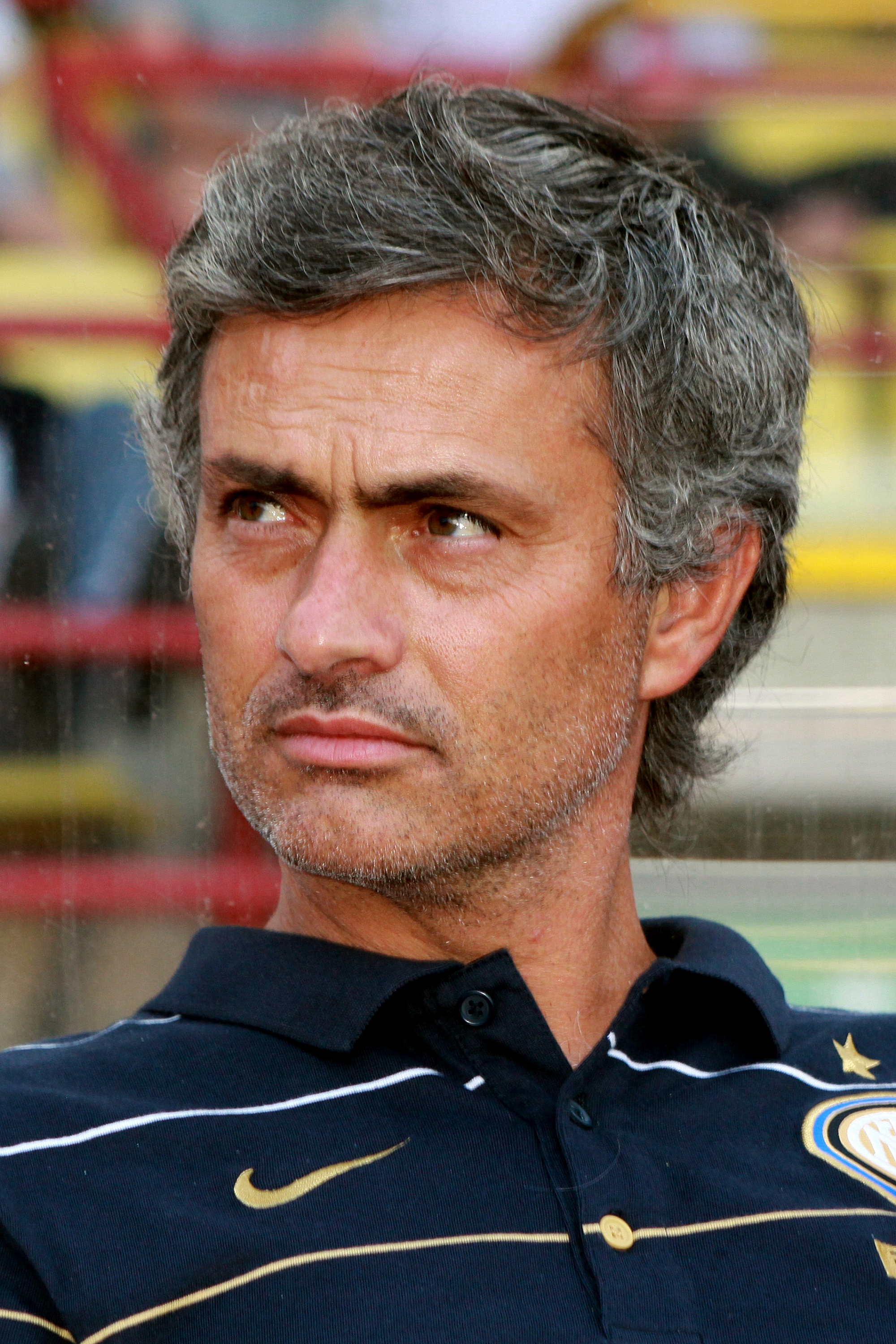
Под руководством Моуриньо «нерадзурри» стали первым итальянским клубом, сумевшим сделать золотой хет-трик (победа в Чемпионате, Кубке Италии и Лиге Чемпионов УЕФА).

15 июня 2005 года Интер выиграл Кубок Италии, победив в финале по сумме двух матчей «Рому» (1:0 в Милане и 2:0 в Риме), а затем, 20 августа, победил в Суперкубке Италии «Ювентус» (1:0; доп. вр.). 11 июня 2006 года «Интер» выиграл второй подряд Кубок Италии, снова победив в финале «Рому» (1:1 и 4:1).
В сезоне 2005/06 в результате Кальчополи «Интер» стал чемпионом, хотя завершил чемпионат на третьем месте. Изначально чемпионом стал «Ювентус», но в связи с судейским скандалом он был переведён в Серию В, а с «Лацио», «Фиорентины», «Реджины» и «Милана» были сняты очки. В сезоне 2006/07 Интер сохранил у себя скудетто. Этот сезон Интер начал с 17 побед подряд, начав эту серию домашней победой над «Ливорно» и прервав ничьей 1:1 в домашнем матче с «Удинезе». 22 апреля 2007 года «Интер» стал чемпионом после победы 2:1 над «Сиеной».
Проработав президентом Интера около полутора лет, 4 сентября 2006 года легенда неррадзури Джачинто Факкетти умирает от рака. Футболка под № 3 была изъята из обращения на вечное хранение и навсегда закреплена за Факкетти. Президентом Интера вновь становится Моратти.
В сезоне 2007/08 на стадии 1/8 финала Лиги Чемпионов Интер уступил Ливерпулю по сумме двух матчей (0:1; 0:2). После этого поражения будущее Манчини в клубе было поставлено под вопрос. С 2008 года тренером «Интера» стал Жозе Моуринью. В первом сезоне под управлением Моуринью «Интер» выиграл Суперкубок и четвёртый скудетто подряд, однако в Лиге чемпионов потерпел поражение от «Манчестер Юнайтед» в 1/8 финала по сумме двух матчей (0:0; 0:2).
В сезоне 2009/10 Интер в 18-й раз в своей истории и пятый раз подряд, стал чемпионом Италии. Его ближайший соперник по турнирной таблице — «Рома», отстала на 2 очка. В этом сезоне Интер, впервые с 1972 года вышел в финал Лиги чемпионов, по пути обыграв в 1/8 финала «Челси» с общим счётом 3:1 (2:1, 1:0); в 1/4 финала «ЦСКА» с общим счетом 2:0 (1:0, 1:0) и в полуфинале «Барселону» 3:1 и 0:1. В финале команда Жозе Моуринью обыграла «Баварию» со счётом 2:0 за счёт дубля Диего Милито и выиграла свой третий Кубок чемпионов.
10 июня 2010 года «Интер» объявил о подписании контракта с испанским тренером Рафаэлем Бенитесом., но 23 декабря того же года был отправлен в отставку, за плохие результаты..
24 декабря 2010 года главным тренером «Интера» был назначен 41-летний специалист Леонардо. 17 июня 2011 года покинул пост тренера «Интера» и стал спортивным директором французского «ПСЖ».
24 июня 2011 года Джан Пьеро Гасперини возглавил «Интер». 21 сентября 2011 года он был уволен за неудовлетворительные результаты команды. При нём «Интер» сыграл 5 матчей, 4 из которых завершились поражением.
Клаудио Раньери подписал контракт с Интером до 30 июня 2013 года. По сведениям La Gazzetta dello Sport, зарплата Раньери составит € 1,5 млн в год. Раньери сменил Джан Пьеро Гасперини, который был уволен за неудовлетворительные результаты. Под руководством Гасперини миланцы провели только пять официальных матчей, ни в одном из них так и не одержав победы. «Интер» проиграл «Милану» матч за Суперкубок Италии, а в чемпионате страны уступил «Палермо» и «Новаре» и сыграл вничью с «Ромой». Кроме того, в первом матче группового этапа Лиги чемпионов «Интер» проиграли турецкому «Трабзонспору». Раньери стал уже 17-м тренером «Интера» в эпоху правления в клубе Массимо Моратти.

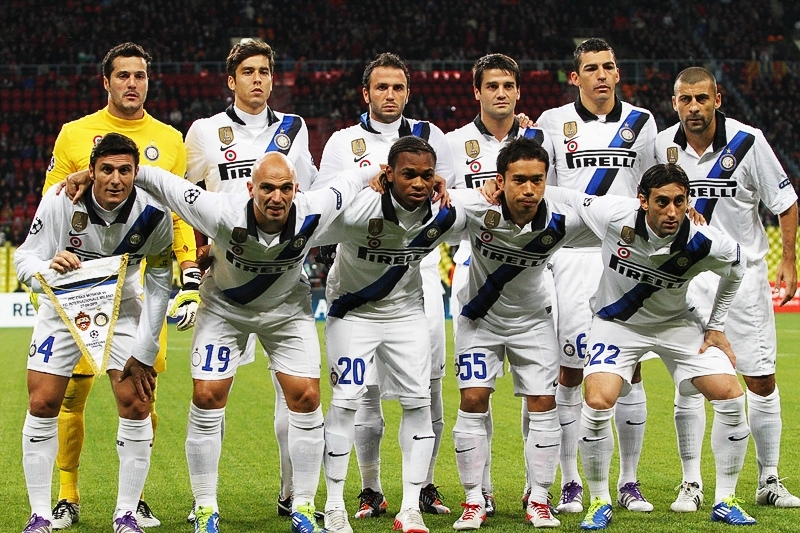
Интер в сезоне 2011/12

 Через некоторое время итальянская пресса опубликовала новые детали контракта Раньери. Раньери получит € 600 тыс., если «Интер» станет чемпионом Италии, а за победу в Лиге чемпионов ему достанется бонус в размере € 1,6 млн. 24 сентября 2011 года «Интер» провёл первый матч под руководством нового главного тренера Клаудио Раньери. В рамках 5-го тура итальянской серии A «Интер» со счётом 3:1 победил «Болонью». Так же эта победа стала для миланского клуба первой в официальном матче с 29 мая.
2 октября 2011 года в матче шестого тура итальянской серии A «Интер» со счётом 0:3 на «Сан-Сиро» проиграл «Наполи». Это поражение стало самым крупным с мая 2001 года. Ранее «Наполи» не могли выиграть у «Интера» последние 17 лет.
Результат матча в Москве между ЦСКА и «Лиллем», где победил французский клуб, вывел «Интер» в плей-офф Лиги чемпионов за две игры до завершения группового этапа.
16 декабря 2011 года в швейцарском Ньоне прошла жеребьёвка 1/8 Лиги чемпионов где «Интеру» достался французский «Олимпик Марсель».
21 декабря 2011 года состоялся перенесенный матч 1-го тура серии A где «Интер» разгромил «Лечче» со счетом 4:1. В последних семи матчах «Интер» набрал 18 очков и поднялся на пятое место в Чемпионате Италии перед зимним перерывом, отставая от «Милана», идущего на первом месте, на 8 очков. Несмотря на серию побед Клаудио Раньери, итальянские СМИ сообщили что Массимо Моратти хочет, чтобы главным тренером миланской команды со следующего сезона был Лучано Спаллетти, работающий в петербургском «Зените». Но затем на официальном сайте «Интера» было опубликовано заявление руководства клуба, в котором говорилось, что все появившиеся в итальянской прессе слухи о том, что командой в скором времени будет руководить новый тренер, беспочвенны. В ноябре руководство «Интера» провело телефонные переговоры с главным тренером «Милана» Массимилиано Аллегри, которому было предложено возглавить команду в будущем. Однако Аллегри от предложения отказался.
26 марта 2012 года миланский «Интер» официально сообщил об отставке главного тренера Клаудио Раньери. Наставник, возглавивший «нерадзурри» уже по ходу этого чемпионата, был уволен после воскресного поражения в Серии А от «Ювентуса» на «Ювентус Стэдиум» (0:2). Преемником Раньери стал тренер молодёжного состава «Интера» Андреа Страмаччони. В итоге Интер под руководством Страмаччони занял шестое место в Серии А 2011/2012
29 мая 2012 года президент «Интера» Массимо Моратти объявил о продлении контракта со Страмаччони до конца июня 2015 года.
Перед сезоном 2012—2013 клуб покинули основные лидеры команды в лице Майкона, Лусио, Жулио Сезара, а также несколько молодых игроков. Это существенно ослабило команду. По результатам сезона 2011/2012 команда смогла попасть лишь в Лигу Европы. Пройдя квалификацию, Интер попал в группу с казанским Рубином, Нефтчи и сербским Партизаном. Проведя не совсем удачно матчи у себя дома (все три ничьи 2:2), Интер вышел в группу со второго места, попав в 1/16 на румынский ЧФР. Следующим препятствием стал английский Тоттенхэм.Первый матч в Лондоне Интер проиграл 0:3, но в ответной игре команда сумела собраться и выиграла 4:1, но не прошла по правилу гола на выезде.
На внутренней арене начались провалы, прошла эпидемия травм основного состава, команда начала терять очки. В итоге Интер занял унизительное для себя 9-е место в чемпионате, показав худший результат за последние 65 лет. 24 мая 2013 президент миланского клуба, расторг с ним контракт с (37 летним тренером) главным тренером.
24 мая 2013 года Интер объявил о подписании контракта с итальянским специалистом Вальтером Маццарри, ранее тренировавшим Наполи. Под его руководством команда заняла в чемпионате 5-е место, сумев квалифицироваться в Лигу Европы 2014/2015, хотя неоднократно теряла очки с аутсайдерами.
В декабре 2013 года индонезийский бизнесмен Эрик Тохир купил контрольный пакет акций Интера, а также стал его президентом, сменив Массимо Моратти.
19 мая 2014 года в рамках 37-го тура чемпионата Италии с Лацио состоялся прощальный матч для многолетнего капитана команды Хавьера Дзанетти, в котором Интер одержал победу со счётом 4:1.
А в следующем, последнем туре чемпионата состоялся матч с Кьёво, ставший последним для ветеранов команды в лице Диего Милито, Вальтера Самуэля и Эстебана Камбьяссо. Все трое игроков покинули команду на правах свободных агентов.
14 ноября 2014 года Вальтер Мадзарри был отправлен в отставку впервые в своей тренерской карьере. Пост главного тренера «черно-синих» занял Роберто Манчини.
23 апреля 2016 года впервые в истории серии А был сыгран матч «Интера» и «Удинезе», в котором в стартовых составах обеих команд не было ни одного итальянца.